# Honorowi Obywatele Miasta Tarnobrzega
Honorowi Obywatele Miasta Tarnobrzega – tytuł ustanowiony 27 marca 2008 r. przez Radę Miasta Tarnobrzega. Tytuł przyznaje Rada Miasta na wniosek Kapituły. Najwyższym odznaczeniem nadawanym przez władze Tarnobrzega pozostaje Sigillum Civis Virtuti. W 2000 r. Rada Miasta przyznała tytuł „Tarnobrzeżanina XX wieku” i otrzymał go ks. prałat Michał Józefczyk.
| Honorowy Obywatel:             | Data nadania:    | Związki z Tarnobrzegiem: | Uwagi:                   |
| ------------------------------ | ---------------- | --- | ------------------------ |
| Edward Frankowski              | 27 marca 2008    | biskup pomocniczy sandomierski, inicjator powstania parafii św. Barbary                                                             | –                        |
| Tadeusz Nowak                  | 30 kwietnia 2009 | dyrektor Zespołu Szkół Ponadgimnazjalnych nr 1 w Tarnobrzegu                                                                        | –                        |
| Lech Kaczyński                 | 29 kwietnia 2010 | 12 maja 2009 r. odwiedził Tarnobrzeg jako urzędujący Prezydent RP                                                                   | tytuł nadany pośmiertnie |
| Adam Wójcik-Łużycki            | 30 kwietnia 2010 | dyrektor Muzeum Historycznego Miasta Tarnobrzega, prezes Towarzystwa Przyjaciół Tarnobrzega, redaktor naczelny kwartalnika Dzikovia | –                        |
| Zbigniew Nęcek                 | 27 maja 2011     | trener tenisistek stołowych Klubu Tenisa Stołowego Zamek OWG Tarnobrzeg                                                             | –                        |
| Cezary Kucharski               | 28 maja 2012     | zawodnik KS Siarka Tarnobrzeg | –                        |
| Katarzyna Pawłowska            | maj 2013         | geolog, żona Stanisława Pawłowskiego, wraz z mężem dokonali odkrycia siarki w rejonie Tarnobrzega                                   | –                        |
| Kazimierz Bogacz - ps. Bławat, | maj 2014         | uczestnik wojny obronnej 1939 roku, w latach 1943-1944 dowódca oddziału partyzanckiego w Budzie Stalowskiej                         | –                        |
| Janina Sagatowska              | czerwiec 2016    | była wojewoda tarnobrzeska | –                        |
| Andrzej Jakubowicz             | maj 2017         | zawodnik Siarki Tarnobrzeg oraz reprezentant Polski w tenisie stołowym                                                              | –                        |
| Włodzimierz Gąsior             | kwiecień 2018    | ówczesny trener Siarki Tarnobrzeg (piłka nożna)                                                                                     | –                        |
| Ryszard Jania                  | kwiecień 2019    | prezes Pilkington Automotive Poland                                                                                                 | –                        |